# Csíki Székely Múzeum

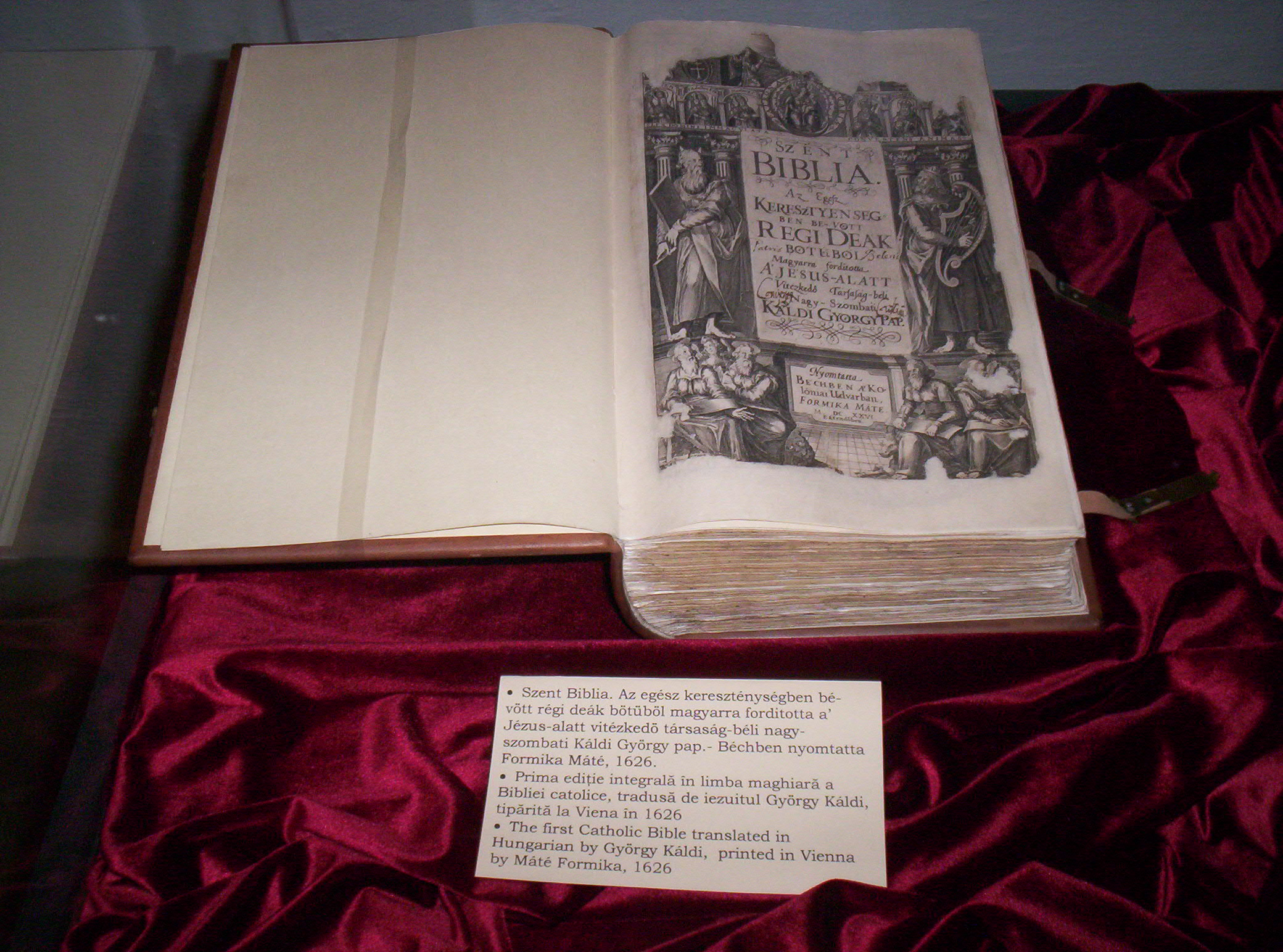
Káldi György bibliafordítása, 1626

A Csíki Székely Múzeum (románul: Muzeul Secuiesc al Ciucului) múzeum Csíkszeredában. Az intézmény a Mikó-várban működik.
Az intézmény jelenlegi gyűjteménye 65 537 régészeti és 8675 néprajzi tárgyból, 5758 régi könyvből a csíksomlyói ferences állományból, 809 levéltári és 2096 numizmatikai tételből, 7725 ékszerből, fegyverből, képző- és díszítőművészeti tárgyból, Nagy Imre 6271 darabos hagyatékából, 2536 tételes természetrajzi gyűjteményből, 1448 ásványvizekkel kapcsolatos tárgyból, valamint 83 tudomány- és technikatörténeti tételből áll.

## Története
A múzeumot 1930-ban alapította a Csíki Székely Múzeum-egyesület: Domokos Pál Péter tanár, Nagy Imre festő és Vámszer Géza festő. Az első kiállítást 1931-ben nyitották meg pünkösd napján, amely 13 teremben zajlott, 130 néprajzi és képzőművészeti tárgyat tartalmazva.

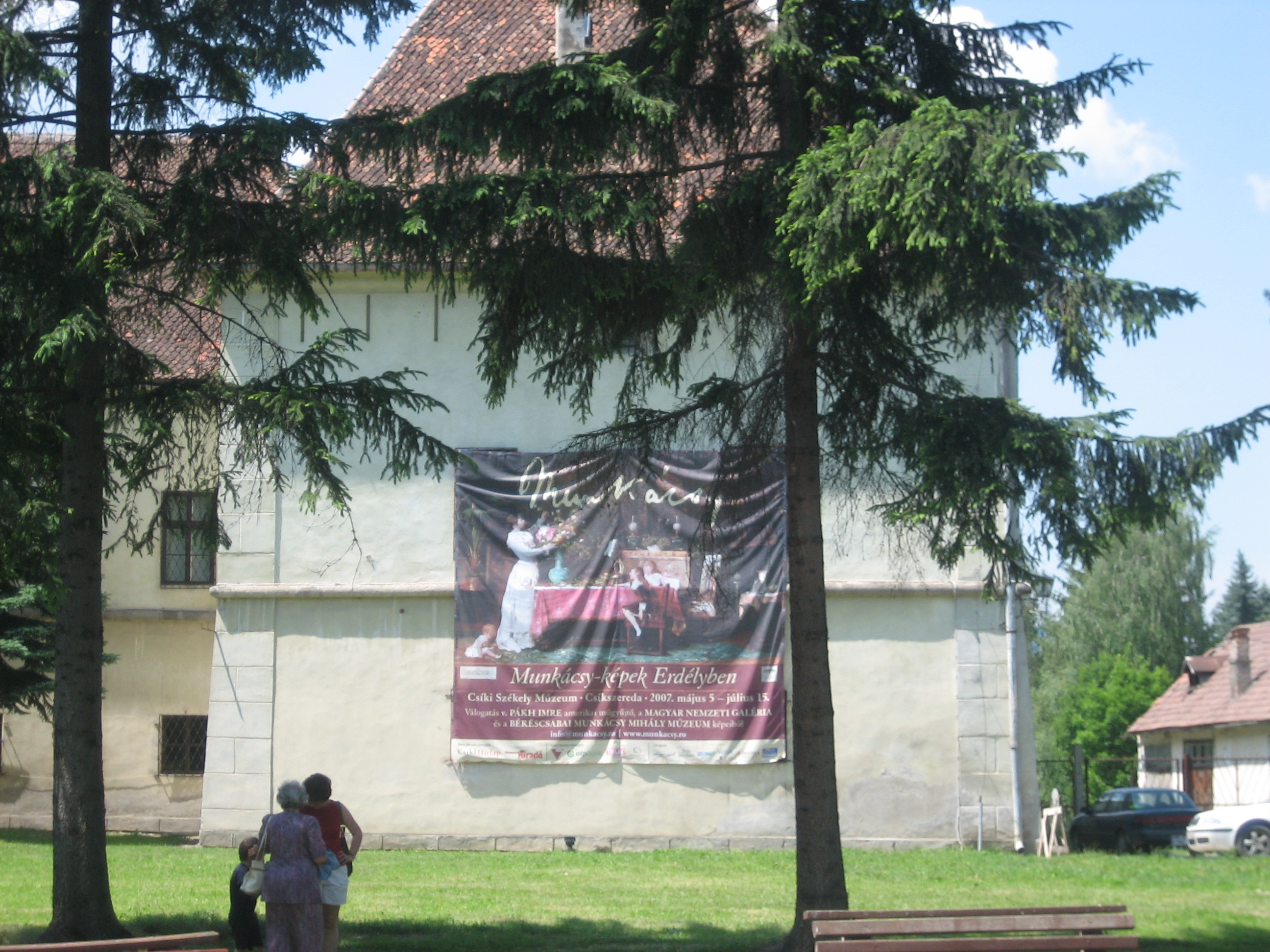
A Munkácsy-képek Erdélyben c. kiállítás plakátja

## Kiállításai

### Állandó kiállítások
- A Mikó-vár története (2011-től)
- Csíki idők járása – népi életképek a mindennapokból (2014-től)
- A csíksomlyói ferences nyomda (2001-től)
- Megmentett szakrális kincseink

### Időszakos kiállítások
- Munkácsy-képek Erdélyben, 2007. május 5 − július 15.
- A nagybányai művésztelep, 2008. május 8 – július 18.
- A tatárjárás, 2009
- Egyiptom művészete a fáraók korában, 2009–2010
- Démoni ragály: a pestis, 2010 (vándorkiállítás)
- Könczey Elemér: Fejadag (karikatúrák), 2010
- Barabás, Munkácsy, Szinyei és kortársaik – remekművek a 19. századi magyar festészetből, 2010. május 1 − július 25.
- Visszacsatolás. Nagy István-kiállítás., 2010. augusztus 7 − szeptember 30.[2]
- Cserkésztörténeti kiállítás, 2010. október 2 – november 21.[3]
- A fekete leves, 2011. december 11. – 2011. február 25.[4]
- Rejtélyek, sorsok, MÚMIÁK, 2011. április 14 − július 31.
- Rippl-Rónai József − A magyar festészet első modern mestere, 2014.  június 6 − október 31.